# Чарлі Гейден
Чарльз (Чарлі) Е́двард Ге́йден (англ. Charles Edward Haden; 6 серпня 1937, Шенандоа, Айова — 11 липня 2014) — американський контрабасист, відомий тривалою роботою з саксофоністом Орнеттом Коулманом. Гейден, завдяки своїм характерним ліричним басовим штрихам, став одним з найвідоміших джазових музикантів і композиторів.

## Життєпис
Чарлі родився в сім'ї музикантів — виконавців в стилі кантрі-енд-вестерн. Вже в дитинстві він навчився грати на контрабасі. А в 13-14 років виступав на телебаченні, як виконавець пісень Ната Кінга Коула. Зробити вокальну кар'єру йому не дозволила серйозна хвороба — поліомієліт, тому усе подальше життя він присвятив грі на контрабасі.
В середині 1950-х років Чарлі Гейден переїжджає в Лос-Анджелес і поступає до коледжу West Lake Colledge of Modern Music. В цей же час у нього з'явилася можливість виходити на одну сцену з такими гігантами, як Декстор Гордон, Френк Морган і Джері Малліген. Освоївши репертуар Чарлі Паркера і інших боперів він виявив, що хотів би грати абсолютно іншу музику, і у 1957 році він почав робити спроби вільних імпровізацій з Доном Черрі і Полом Бекаємо, але композиції не складалися. Вирішальну роль в його кар'єрі зіграла зустріч з Орнеттом Коулманом, внаслідок чого народився квартет, який через два роки відкрив серію знакових записів на фірмі «Atlantic».
Робота «Free Jazz» дала ім'я новій музиці і стала її маніфестом. Чарлі Гейден навчився у Орнетта принципам вільної імпровізації. Разом вони виступали понад 10 років. Наприкінці 1960-х років Чарлі Гейден разом з піаністкою і композитором Карлою Блі (Carla Bley) організував «Liberation Music Orchesra», до якого увійшли Дон Черрі, Деві Редман, Гато Барбієрі і Пол Мотіан.
У 1976 році Чарлі Гейден організовує групу «Old and New Dreams», записи якої на лейблах Black Saint, ECM Records досягли значного комерційного успіху.
За роки виступів Чарлі Гейден сімнадцять разів визнавався найкращим басистом за версією «Даун Біт». Надзвичайно котируються записи його акустичного проекту «Quartet West». Яскравою подією в кар'єрі Чарлі Гейдена став Монреальський фестиваль 1989 року на якому він записав вісім концертів з найкращими музикантами, яких він вибирав собі кожен вечір як партнерів. На фестивалі JVC він виступив з першим складом квартету Орнетта Коулмана.
Чарлі Гейден жив на західному узбережжі в місті Санта-Моніка, постійно співпрацював з такими сучасними музикантами як Джо Ловано, Пет Метіні і Кенні Баррон.

## Дискографія

### Як лідер чи співавтор
- Liberation Music Orchestra (1969)
- Escalator Over The Hill (Carla Bley, 1971)
- Brown Rice (Don Cherry, 1975)
- Old and New Dreams (Old and New Dreams, 1976)
- The Golden Number (duets featuring Don Cherry, Ornette Coleman, Hampton Hawes and Archie Shepp, 1977)
- Musique Mecanique (Carla Bley, 1978)
- Magico (Jan Garbarek and Egberto Gismonti, 1979)
- Folk Songs (with Jan Garbarek and Egberto Gismonti, 1979)
- Chair in the Sky (Mingus Dynasty, an ensemble of Charles Mingus sidemen, along with Joni Mitchell, 1980)
- Time Remembers One Time Once (1981)
- The Ballad of the Fallen (Liberation Music Orchestra, 1982)
- Silence (Chet Baker, Enrico Pieranunzi, Billy Higgins, 1987)
- In Angel City (1988)
- Private Collection (1988)
- The Montreal Tapes, vol.1 (Charlie Haden, Paul Bley, Paul Motian, 1989)
- Dialogues (Carlos Paredes, 1990)
- Dream Keeper (Liberation Music Orchestra, 1990)
- Haunted Heart (Quartet West, 1991)
- Pop Pop (Rickie Lee Jones, 1991)
- Always Say Goodbye (1993)
- 'Going Back Home (Ginger Baker Trio with Bill Frisell), (1994)
- The Montreal Tapes (Trio with Don Cherry and Ed Blackwell), 1994
- Steal Away (Hank Jones, 1995)
- Night And The City (Kenny Barron, 1996)
- Now is the Hour (Quartet West, 1996)
- Deep In The Blues (James Cotton, Joe Louis Walker, Charlie Haden, Dave Maxwell, 1996)
- None but the Lonely Heart (1997)
- Beyond the Missouri Sky (Pat Metheny) (1997)
- In The Year Of The Dragon (Geri Allen, Charlie Haden, Paul Motian, 1998)
- The Art of the Song (1999)
- In Montreal (Egberto Gismonti, 2001)
- Nocturne (2001)
- American Dreams (with Michael Brecker, 2002)
- The Montreal Tapes: a tribute to Joe Henderson (with Joe Henderson and Al Foster, Verve, 2004)
- Land of the Sun (with Gonzalo Rubalcaba, 2004)
- Not in Our Name (Liberation Music Orchestra, 2005)
- Special Encounter (Enrico Pieranunzi, Paul Motian, 2005)
- Heartplay (Charlie Haden, Antonio Forcione, 2006)
- Private Collection (Quartet West, live), Naim, 2007
- Rambling Boy (Charlie Haden), Decca, 2008

### За участю
З Орнеттом Коулманом
- The Shape of Jazz to Come (1959)
- Change of the Century (1959)
- This Is Our Music (1960)
- Free Jazz: A Collective Improvisation (1961)
- Science Fiction (1971)
- Soapsuds, Soapsuds (1971)

З Кітом Джареттом
- Life Between The Exit Signs (1967)
- Expectations (1971)
- Fort Yawuh (1973)
- Treasure Island (1974)
- Death and the Flower (1974)
- The Survivors' Suite (1977)
- Eyes of the Heart (1979)
- Jasmine (2010)
- Last Dance (2014)

З Полом Мотіаном
- Conception Vessel (1990)

З Діззі Ґіллеспі
- Rhythmstick (1990)

З Рінго Старром
- Ringo Rama (2003)

з іншими
- My Goal's Beyond (John McLaughlin) (1970)
- Yoko Ono/Plastic Ono Band (Yoko Ono, 1970)
- Wanton Spirit (Trio led by Kenny Barron, with Roy Haynes), 1994